# 梅氏獴
梅氏獴（学名 Rhynchogale melleri）是一种獴科动物，分别于刚果民主共和国，马拉维，莫桑比克，南非，斯威士兰，坦桑尼亚，赞比亚和津巴布韦。